# Mart
『Mart』（マート）は、光文社から刊行されている主婦向けの生活情報誌。

## 概要
コンセプトは、30代の女性が美しさと幸せ感で輝いていることを、伝えていく。主な購読対象者は、30代の主婦。 学生の比率は少数派である。

## レギュラーモデル
- 花田美恵子
- 新山千春
- 生田智子
- 加藤幸子
- 蛯原友里
- 中島はるみ
- 阿部美穂子
- 今岡梨恵

## 姉妹誌
- MARTレシピBOOK